# Hermàgores i Fortunat d'Aquileia
Hermàgores i Fortunat (Aquileia, s. I - 70) foren dos cristians, Hermàgores el primer bisbe de la diòcesi d'Aquileia, i Fortunat el seu diaca. Foren els primers màrtirs cristians del territori i són venerats com a sants per tota la cristiandat.

## Vida i martiri
Hermàgoras havia estat nomenat bisbe cap al 50 i en fou el primer de la comunitat d'Aquileia; la tradició diu que el va escollir Sant Marc Evangelista i que fou consagrat a Roma per Sant Pere apòstol. Segons una llegenda del segle VIII-IX, era un gentil que havia estat convertit al cristianisme per Marc.
Fortunat va ser el diaca d'Hermàgores; els dos foren martiritzats l'any 70, per ordre, segons la tradició, de Sebast.

## Veneració
El seu culte és antiquíssim i ja apareix al Martirologi jeronimià del segle v. Fou venerat sobretot a Aquileia. El patriarca Popó de Caríntia dedicà en 1031 als dos sants la Basílica Patriarcal de Santa Maria d'Aquileia.
Els cossos dels dos màrtirs es conservaren en aquesta basílica fins al segle vi, quan foren portats a la basílica de Sant'Eufemia (Grado); al segle xv foren retornats a Aquileia. Algunes relíquies foren portades a Gorizia (Friül) en 1751, quan el patriarcat d'Aquileia fou suprimit.
Són sants patrons del Friül - Venècia Júlia i de les diòcesis de Gorítzia i Udine. A més, són protectors de les ciutats d'Aquileia, Grado, Udine i d'altres, i copatrons de Venècia, on se'ls dedicà l'església de San Marcuola.

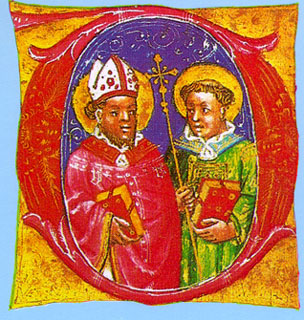
Els dos sants en una caplletra medieval, s. XIV
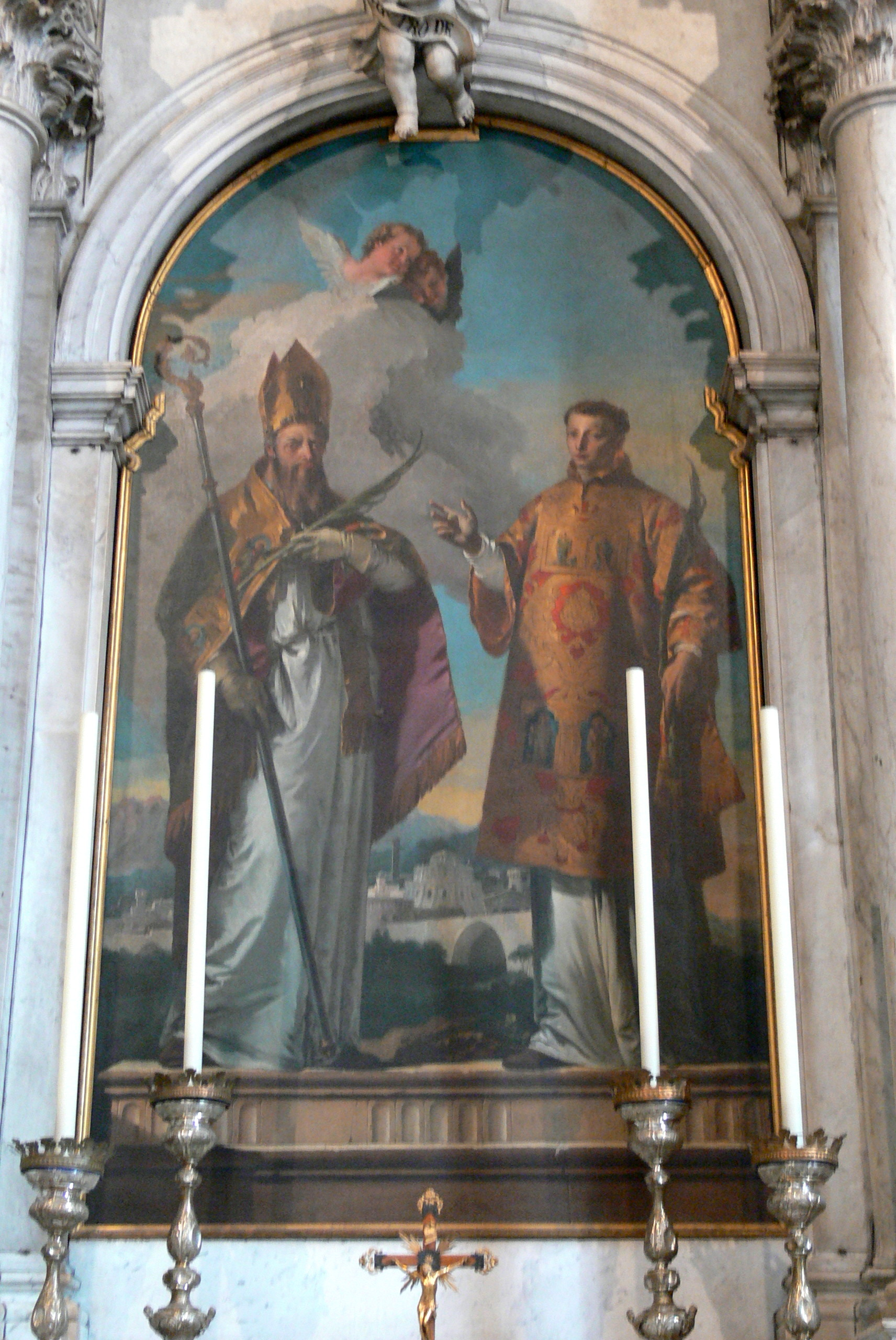
Altar amb els sants, per Tiepolo, a la catedral d'Udine
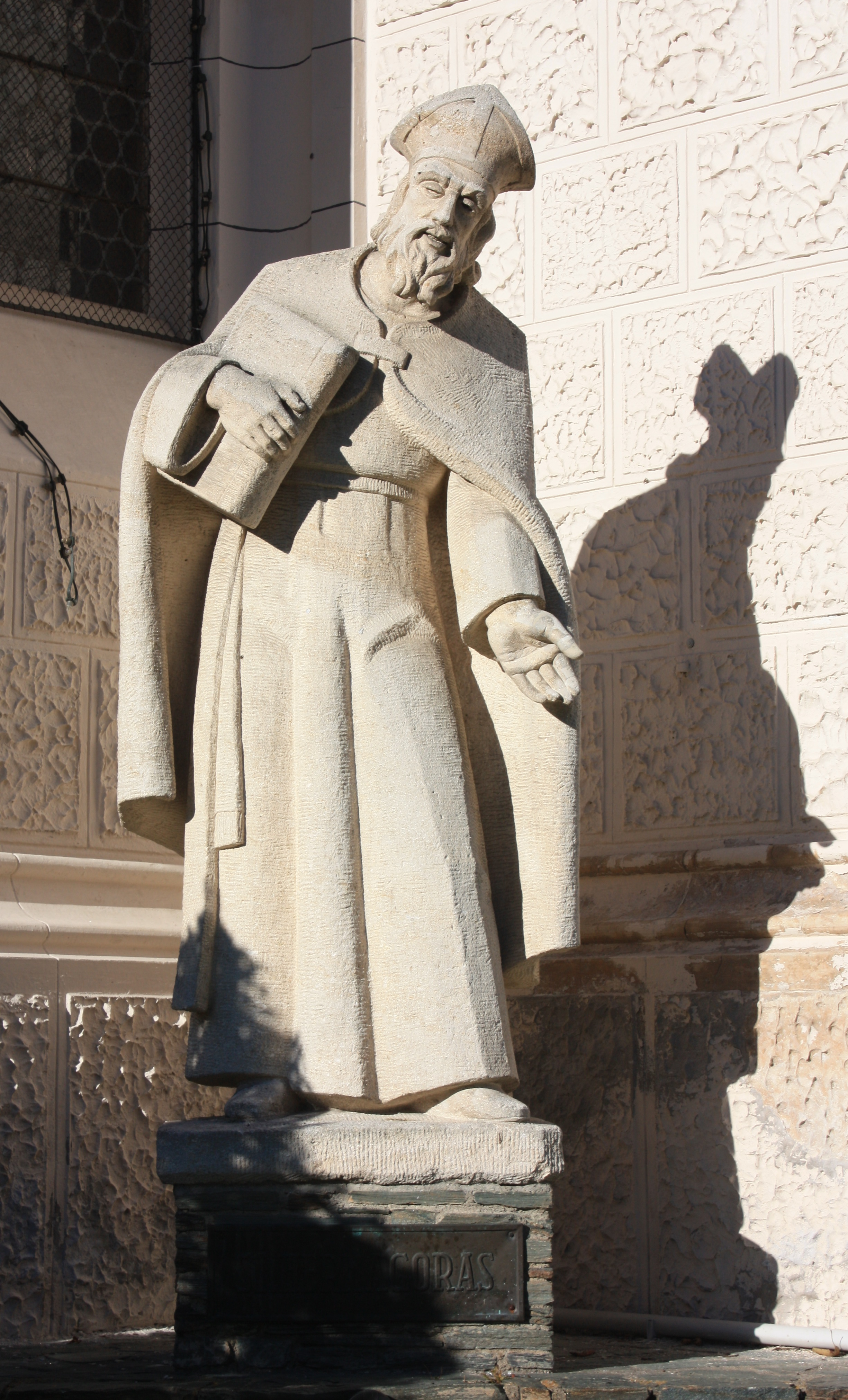
Hermàgores, escultura a Hermagor (Caríntia, Àustria)
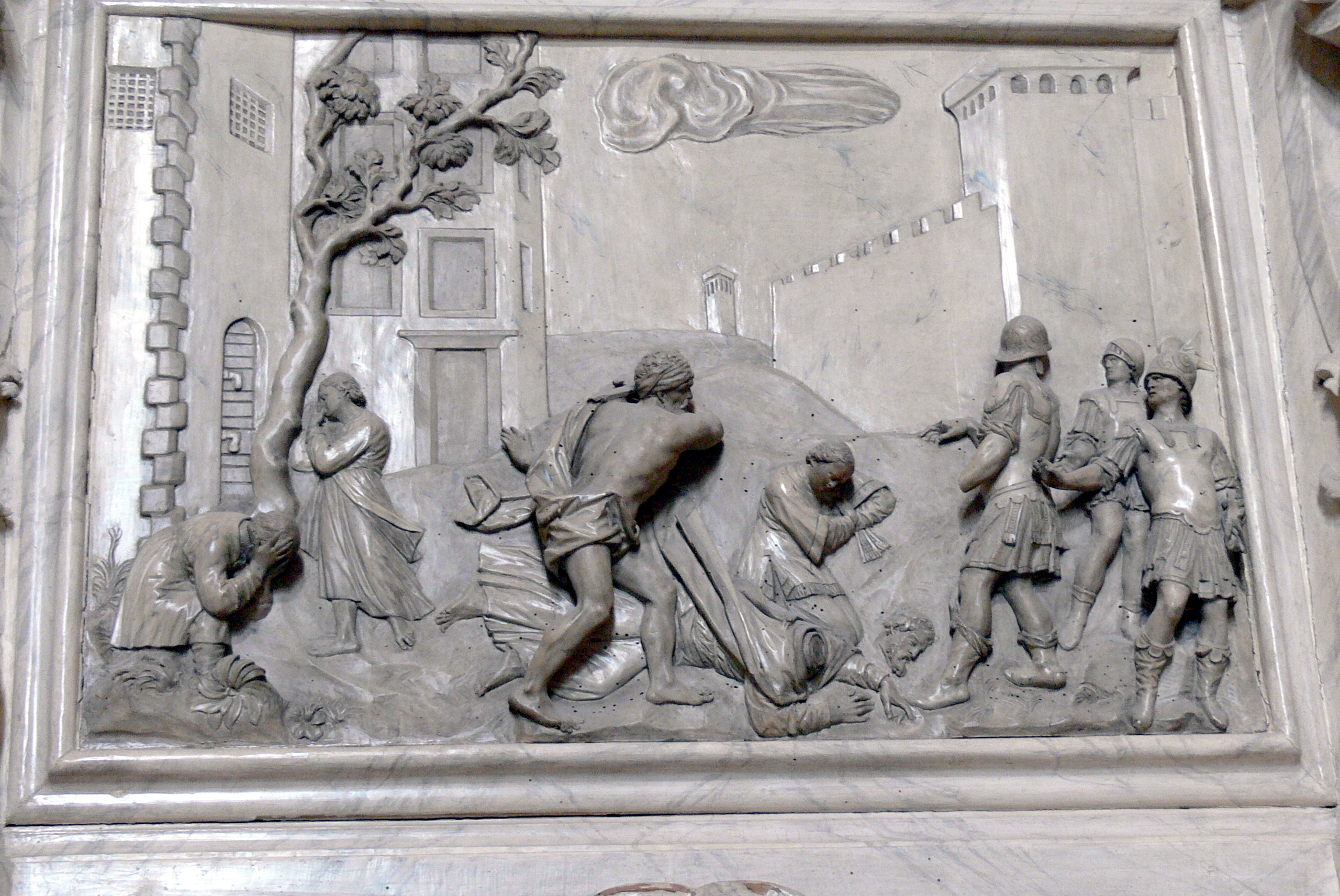
Martiri dels sants al púlpit de la catedral d'Udine, 1731

## Bibliografia

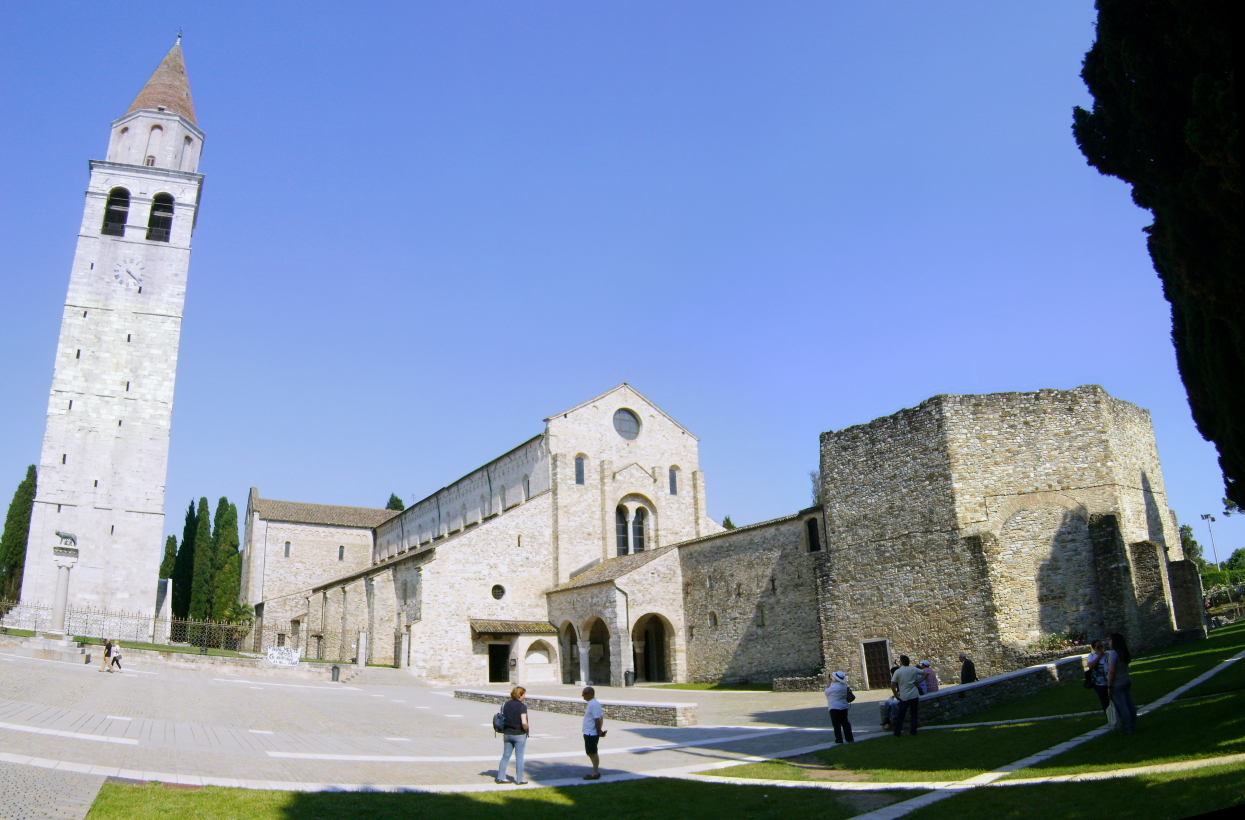
Basílica d'Aquileia, on foren sebollits els dos màrtirs
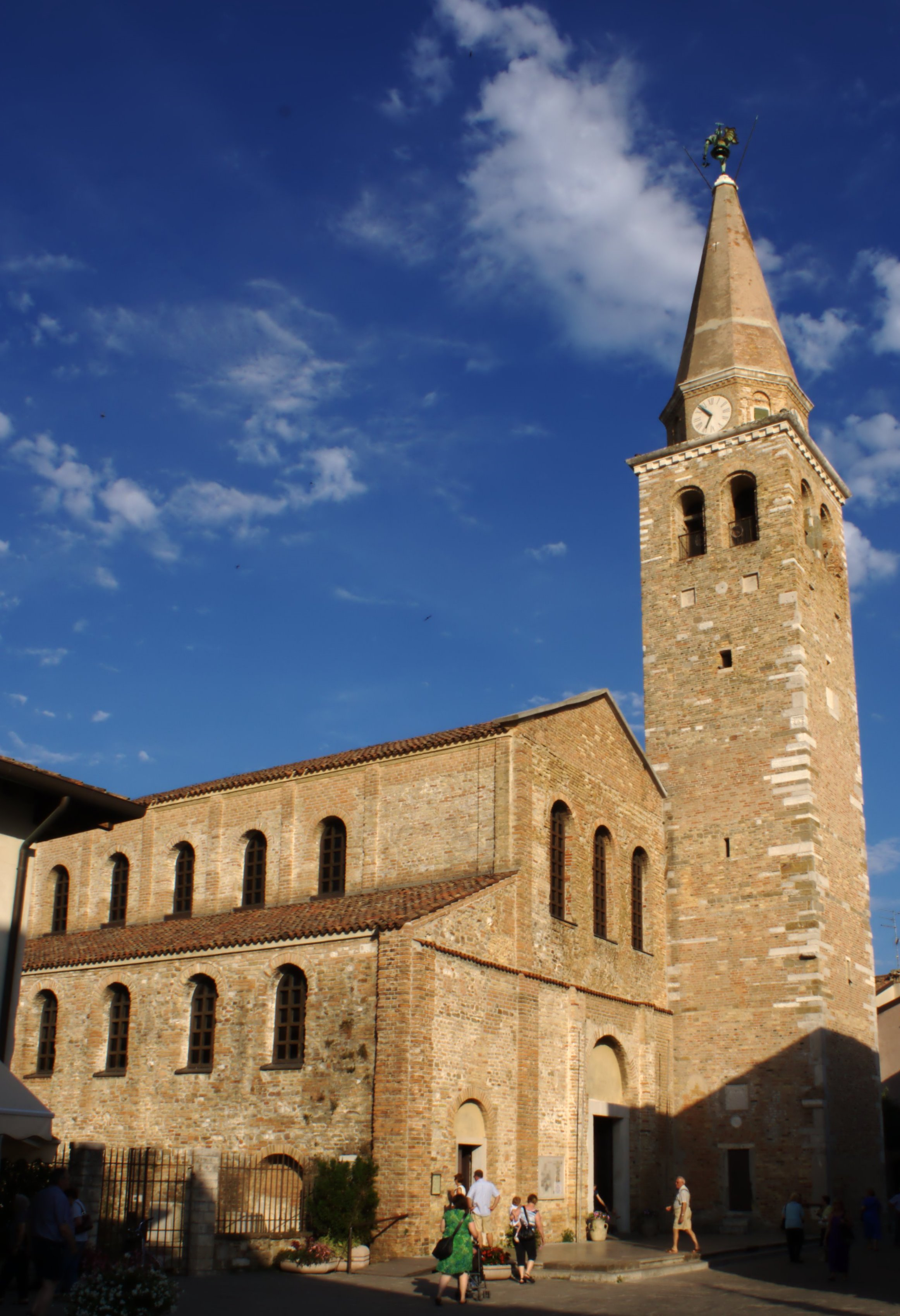
Basílica de Sant'Eufemia de Grado
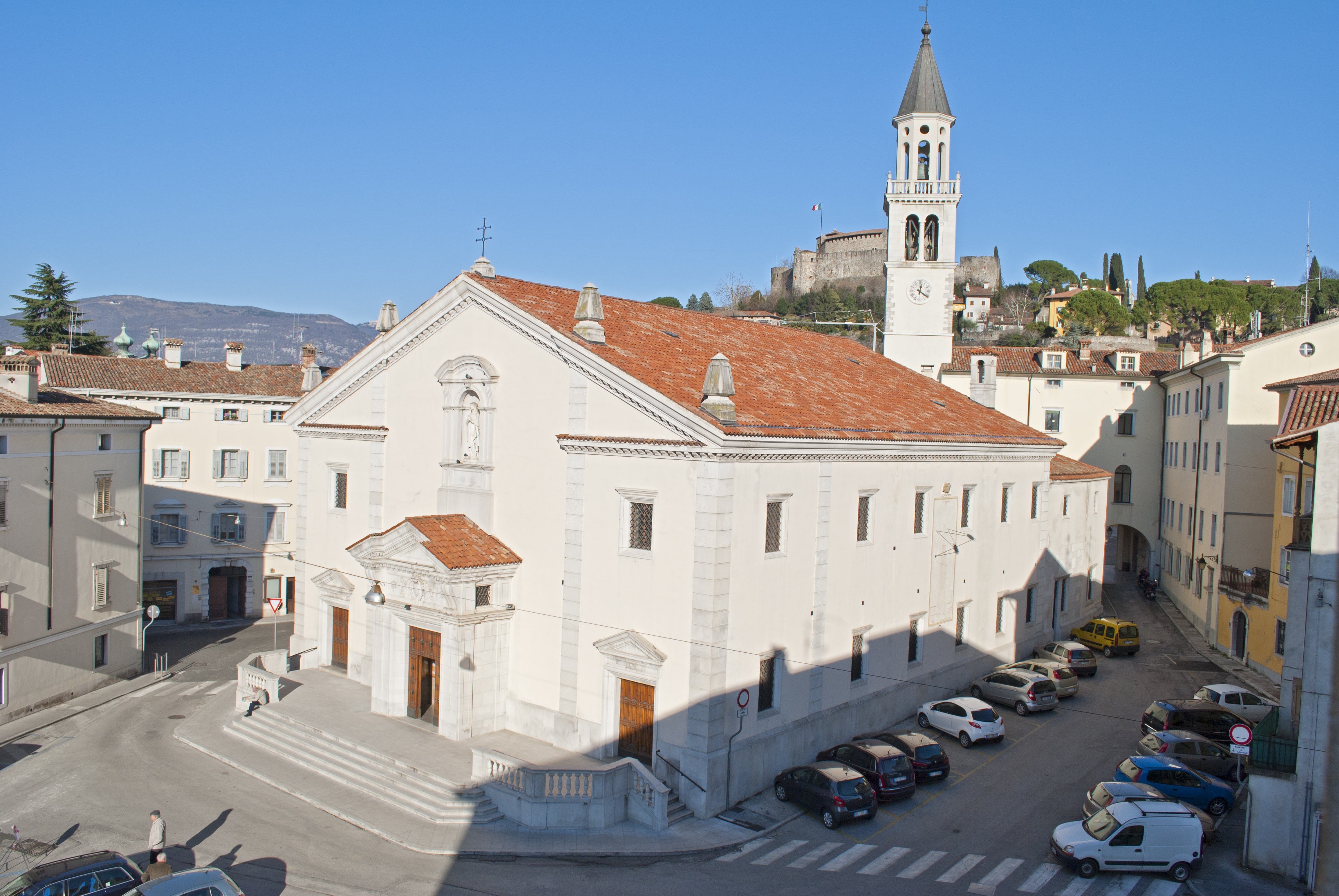
Catedral de Gorizia, on hi ha relíquies dels sants
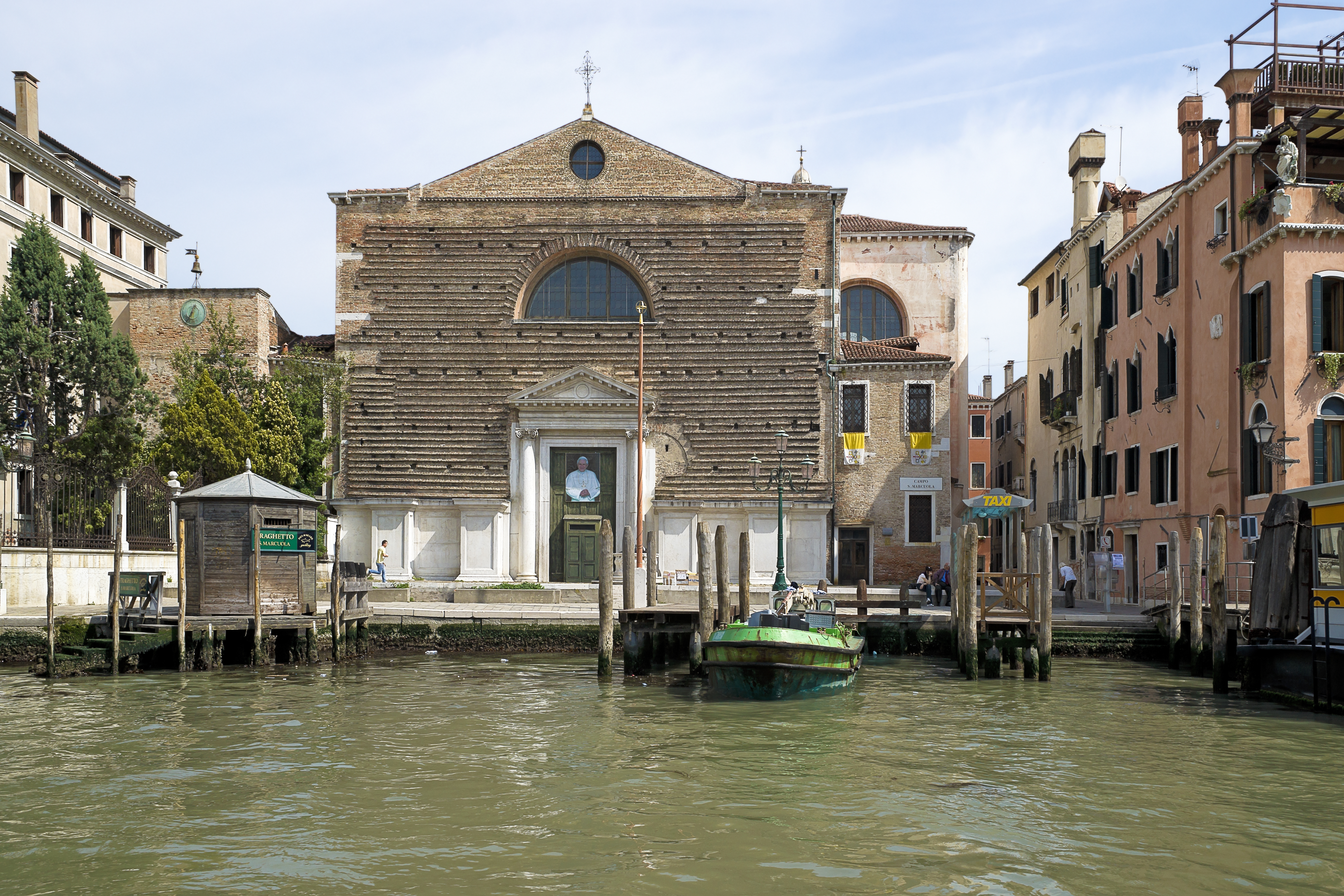
San Marcuola (Venècia), església dedicada als sants